# 東京都立港特別支援学校
東京都立港特別支援学校（とうきょうとりつ みなととくべつしえんがっこう）は、東京都港区港南三丁目にある公立特別支援学校。知的障害者を教育対象とする。

## 概要
東京都立青鳥養護学校港分校と東京都立立川養護学校品川分校を母体校とし、1982年（昭和57年）に開校する。2014年（平成26年）に高等部単独校として再編された。校訓は「元気・根気・勇気」である。
2016年（平成28年）、職業教育を主とする専門学科である職能開発科が新設された。オフィスビルや飲食店が立ち並び、空港や港湾にも近い品川駅近辺という立地を活かし、企業と連携したパートナーシップ実習に力を入れている。

## 学部
- 高等部
  - 普通科
  - 職能開発科

## 沿革
- 1982年（昭和57年）4月 - 開校。
- 2008年（平成20年）4月 - 学校名を「東京都立港養護学校」から「東京都立港特別支援学校」に変更。
- 2011年（平成23年）4月 - 小学部・中学部を一部分離、「東京都立品川特別支援学校」を開校。
- 2014年（平成26年）4月 - 小学部・中学部を完全分離、「東京都立青山特別支援学校」を開校して児童・生徒を学籍移動。高等部単独校となる。
- 2016年（平成28年）4月 - 職能開発科を設置。

## 行事
- 例年5月に体育祭を開催している。生徒は紅組と白組に分かれ、4月からオリエンテーションや予行練習を重ねて本番に臨む。
- 1年次に移動教室、2年次に修学旅行、2年次・3年次に校外学習を実施している。さらに、全学年を対象とした総合防災訓練、1年生を対象とした1泊2日の宿泊防災訓練を行っている。

## 部活動
- 球技部[5][6]
- 陸上部[7]
- 卓球部[8]
- 音楽部（MOC）[9]
- 創作部
- パソコン部